# Премия Ниренберга
Премия Ниренберга (Nierenberg Prize for Science in the Public Interest) — ежегодная американская премия за выдающийся вклад в науку в интересах общества.
Присуждается с 2001 года Scripps Institution of Oceanography.
Лауреату вручаются бронзовая медаль и 25 тыс. долларов США.
Была создана благодаря дару семьи Уильяма Ниренберга (1919—2000), члена НАН США, чтобы почтить его память.

## Лауреаты
- 2025 - прошлое обьявление было в сентябре
- 2024 - Гордон, Джеффри Айван[3]
- 2023 — Карико, Каталин[4]
- 2022 — Jesse H. Ausubel[англ.][5]
- 2021 — Вашингтон, Уоррен
- 2020 — Не присуждалась
- 2019 — Даудна, Дженнифер[6]
- 2018 — Паабо, Сванте
- 2017 — Болден, Чарльз Фрэнк
- 2016 — Не присуждалась
- 2015 — Рис, Мартин Джон
- 2014 — Поллан, Майкл
- 2013 — Кэмерон, Джеймс
- 2012 — Даниэль Паули
- 2011 — Не присуждалась
- 2010 — Айра Флэтоу
- 2009 — Докинз, Ричард
- 2008 — Хансен, Джеймс
- 2007 — Вентер, Крейг
- 2006 — Мур, Гордон
- 2005 — Аттенборо, Дэвид
- 2004 — Гудолл, Джейн
- 2003 — Джейн Любченко
- 2002 — Кронкайт, Уолтер
- 2001 — Уилсон, Эдвард Осборн